# Wohn- und Wirtschaftsgebäude Osterberg 11

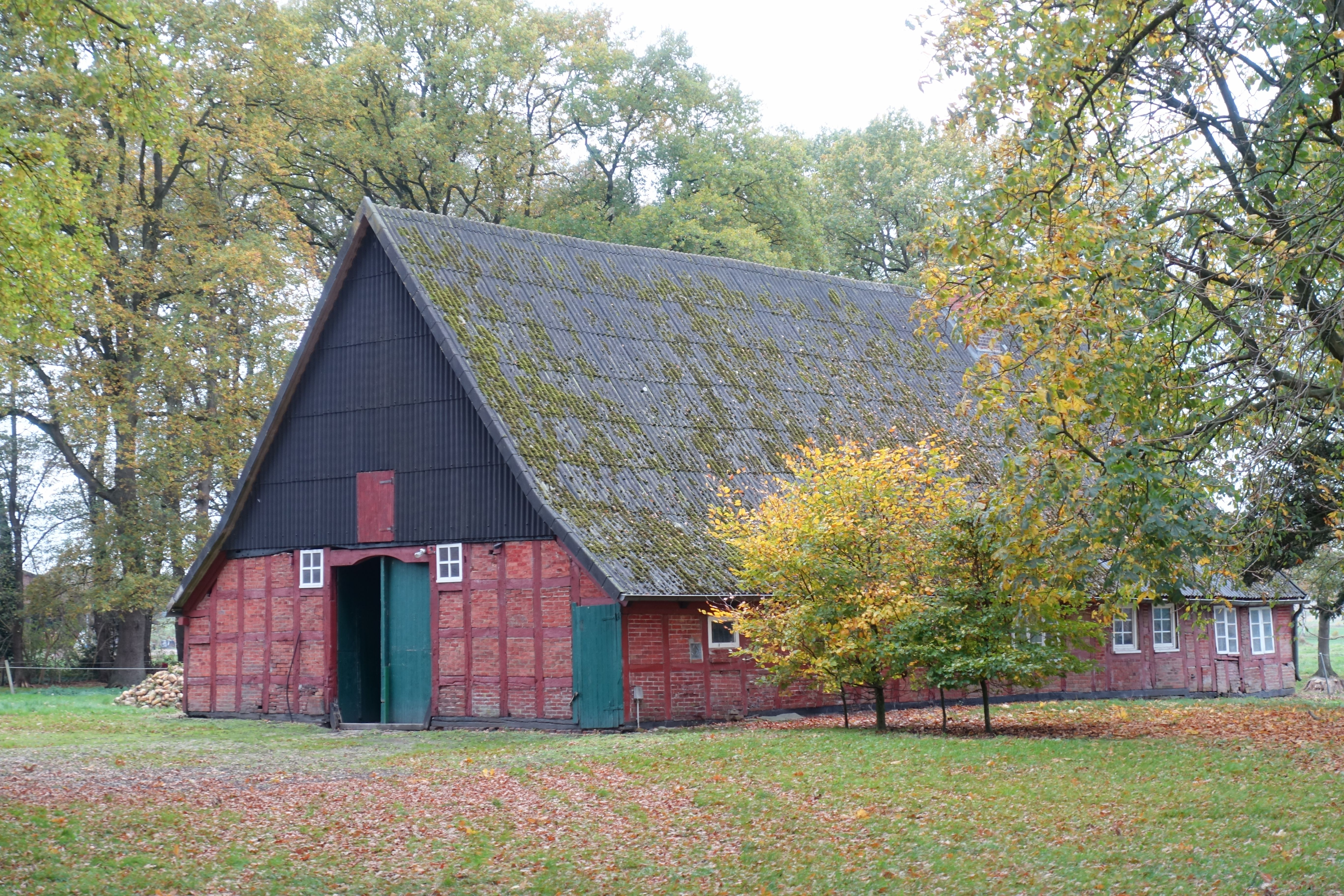
Süd- und Ostfassade (2022)

Das Wohn- und Wirtschaftsgebäude Osterberg 11 in der niedersächsischen Gemeinde Anderlingen, Ortsteil  Ohrel, wurde am Ende des 17. Jahrhunderts gebaut. Aktuell (2025) wird es zum Wohnen genutzt.
Das Gebäude steht unter Denkmalschutz (siehe auch Liste der Baudenkmale in Anderlingen).

## Beschreibung
Das zurückstehende eingeschossige giebelständige Gebäude als Zweiständer-Hallenhaus in Fachwerk mit Steinausfachungen und Satteldach (früher Walmdach) sowie Grooter Door mit fast geradem Abschluss und Ladeluke wurde im Kern 1697 (Inschrift) gebaut. Es handelt sich um eine nachträglich überformte Konstruktion, von der nur ein Rest erhalten blieb.
Das Landesdenkmalamt befand u. a.: „… im Kern eines der ältesten Hallenhäuser des Landkreises … .“